# Чудинский сельсовет
Чудинский сельсовет — административная единица на территории Ганцевичского района Брестской области Республики Беларусь. Административный центр — агрогородок Чудин.

## Состав
В состав сельсовета входят 1 агрогородок и 2 деревни:
| Населённый пункт             | Статус      | Площадь, км² | Население | Население | +/–   | СОАТО         | Координаты                      |
| Населённый пункт             | Статус      | Площадь, км² | 2009      | 2019      | +/–   | СОАТО         | Координаты                      |
| ---------------------------- | ----------- | ------------ | --------- | --------- | ----- | ------------- | ------------------------------- |
| Будча                        | деревня     | 5,3083       | 767       | 579       | ▼ 188 | 1 216 858 006 | 52°45′35″ с. ш. 26°50′31″ в. д. |
| Переволоки (бел. Пярэ́валакі) | деревня     | 0,5767       | 58        | 44        | ▼ 14  | 1 216 858 011 | 52°45′30″ с. ш. 27°00′22″ в. д. |
| Чудин                        | агрогородок | 4,1306       | 773       | 590       | ▼ 183 | 1 216 858 016 | 52°43′31″ с. ш. 26°58′20″ в. д. |
| ВСЕГО                        | ВСЕГО       | ВСЕГО        | 1598      | 1213      | ▼ 385 |               |                                 |